# 北大海村
北大海村（きたおおみむら）は、石川県羽咋郡に存在した村。
村の名称はこの地域が江戸時代の「押水大海荘」の北部だったことによる。
「きただいかいむら」とも呼ばれた。

## 地理
- 現在の宝達志水町の中で最も南に位置する。西は日本海に面し、西側は平野部、東側は宝達丘陵の丘陵地となっている。
- 西側には田んぼ、砂丘などが展開し、当時の主な産業は、平野部で稲作、海側で漁業、砂丘地でブドウ栽培も行われていた。
- 山：宝達山
- 川：大海川、前田川

## 歴史
- 1889年（明治22年）4月1日 - 町村制の施行により、羽咋郡森本村、免田村、大海川尻村、北川尻村、坪山村、冬野村、正友村、東間村、紺屋町村及び東野村を廃し、その区域をもって羽咋郡北大海村を設置する。
- 1898年（明治31年）4月24日 - 七尾鉄道（現・JR七尾線）が開通。当時、村内に駅は開設されず。
- 1947年（昭和22年） - 南大海村・北大海村組合立北川尻中学校開校。北川尻小学校に併設。
- 1950年（昭和25年）5月1日 - 村内に七尾線の免田駅開業。
- 1954年（昭和29年）11月3日 - 羽咋郡柏崎村、末森村、中荘村、北荘村及び北大海村を廃し、その区域をもって羽咋郡押水町を設置する。10大字は押水町の大字に継承。

## 交通
- 国鉄七尾線
  - 免田駅

## 教育
- 南大海村・北大海村組合立北川尻中学校
- 北大海村立北川尻小学校
- 北大海村立紺屋町小学校
（北川尻、紺屋町両小学校は、1965年（昭和40年）4月に統合し、押水第一小学校となる。現在の同小学校の校区は、当時の北大海村の村域に相当する。）